# アダム・マクジョージ
アダム・マクジョージ（Adam McGeorge, 1989年3月30日 - ）は、ニュージーランド・ロトルア出身のサッカー選手。ニュージーランド・フットボールチャンピオンシップのオークランド・シティFC所属。
2012年にニュージーランド代表に初選出されている。2012年、ロンドンオリンピックの代表に選ばれた。

## 所属クラブ
- オークランド・シティFC 2008–2012
- チーム・ウェリントン 2012-2013
- オークランド・シティFC 2013–2014
- ワイタケレ・ユナイテッド 2014
- オークランド・シティFC 2015-